# Frankliniella schultzei
Frankliniella schultzei är en insektsart som först beskrevs av Filip Trybom 1910.  Frankliniella schultzei ingår i släktet Frankliniella och familjen smaltripsar. Inga underarter finns listade i Catalogue of Life.